# 群馬県道73号伊勢崎大間々線
群馬県道73号伊勢崎大間々線（ぐんまけんどう73ごう いせさきおおまません）は、群馬県伊勢崎市からみどり市に至る県道（主要地方道）である。

## 概要
1993年（平成5年）の国道462号新設の際、起点から伊勢崎市本関町・三和町の赤城見大橋陸橋交差点までが国道462号との重複区間となった。その後、同国道の路線変更により、伊勢崎市鹿島町の交差点から赤城見大橋陸橋交差点までが重複区間となっている。
なお、国道17号上武道路と連結する北関東自動車道伊勢崎インターチェンジのすぐ近くを通る。

### 路線データ
- 起点：群馬県伊勢崎市平和町交差点
- 終点：群馬県みどり市大間々町大間々
- 総距離：約15km（下記の重複区間を含む）

## 歴史
- 1993年（平成5年）5月11日：建設省から、県道伊勢崎大間々線が伊勢崎大間々線として主要地方道に指定される[1]。

## 路線状況

### 重複区間
- 国道462号（伊勢崎市鹿島町 - 赤城見大橋陸橋交差点）
- 群馬県道102号三夜沢国定停車場線（伊勢崎市西久保町3丁目 - 伊勢崎市西久保町1丁目・西久保町一丁目交差点）

## 地理

### 通過する自治体
- 伊勢崎市
- 桐生市
- みどり市

### 交差する道路

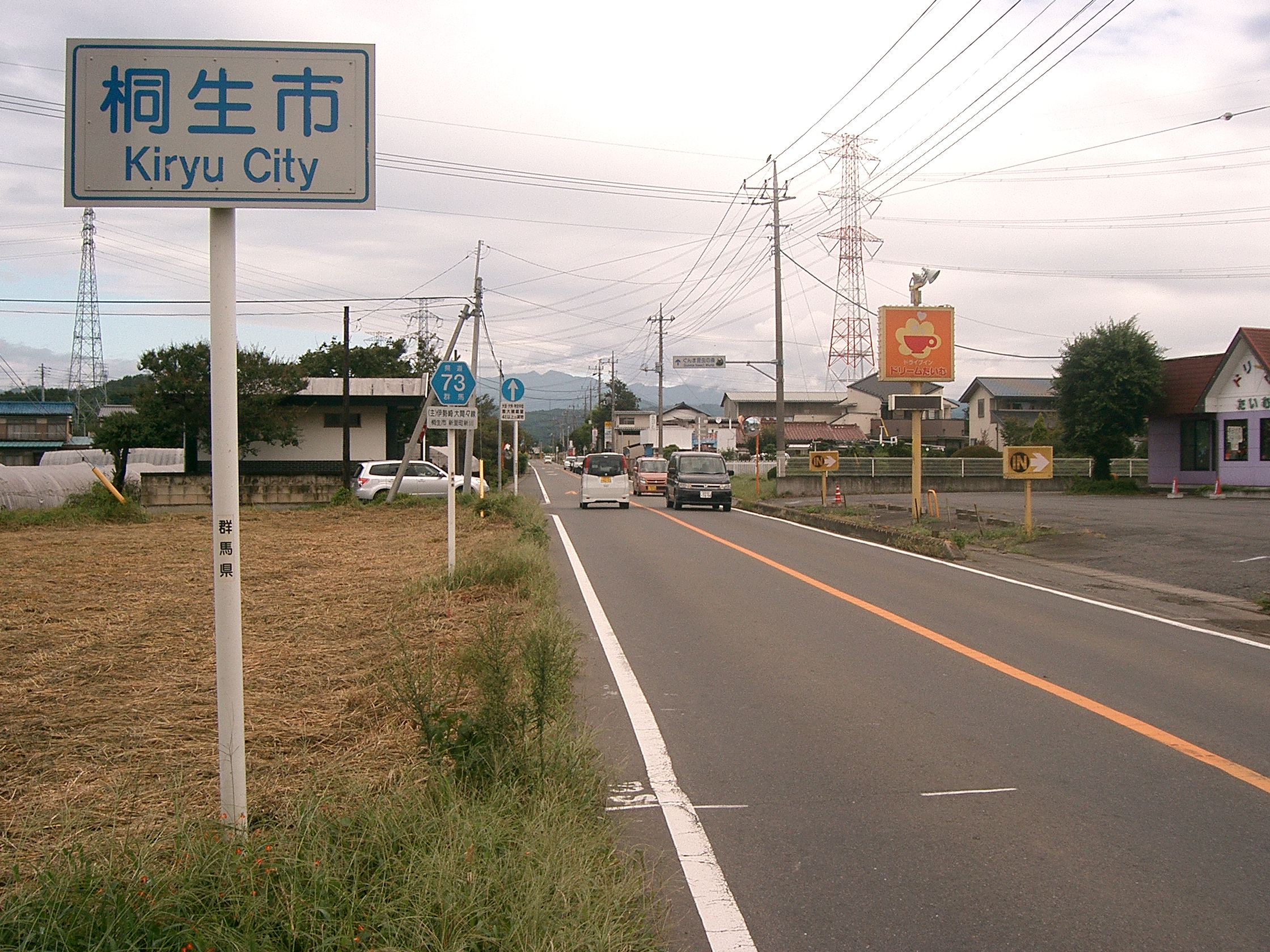
伊勢崎市と桐生市の境界にて北（桐生方面）を望む

- 群馬県道68号桐生伊勢崎線（伊勢崎市平和町交差点、起点）
- 群馬県道103号深津伊勢崎線（伊勢崎市八幡町）
- 国道462号（伊勢崎市鹿島町）
- 国道17号上武道路・国道462号（伊勢崎市三和町・赤城見大橋陸橋交差点）
- 群馬県道102号三夜沢国定停車場線（伊勢崎市西久保町3丁目）
- 国道50号・群馬県道76号前橋西久保線（群馬県道102号三夜沢国定停車場線 重複）（伊勢崎市西久保町1丁目・西久保町一丁目交差点）
- 群馬県道336号梨木香林線（群馬県道352号笠懸赤堀今井線 重複）（伊勢崎市香林町）
- 群馬県道293号香林羽黒線（伊勢崎市香林町）
- 群馬県道3号前橋大間々桐生線（桐生市宿交差点）
- 国道122号（国道343号・群馬県道62号沼田大間々線・群馬県道70号大間々上白井線 重複）・群馬県道69号大間々世良田線（群馬県道78号太田大間々線 重複）（みどり市大間々町大間々、終点）